# Waalse Pijl 2000
De 64ste editie van de Waalse Pijl (ook wel bekend als La Flèche Wallone) werd gehouden op woensdag 12 april 2000. Het parcours voor de mannen had een lengte van 198 kilometer. De start lag zoals altijd in Charleroi en de finish was ook weer in Hoei, op de Muur van Hoei om precies te zijn. Van de 185 gestarte renners bereikten 104 coureurs de eindstreep. De vrouwen reden de Waalse wielerklassieker (91 kilometer) voor de derde keer.

## Uitslag mannen
| Waalse Pijl 2000 (198 km) |                      |                         |          |
| Plaats                    | Naam                 | Ploeg                   | Tijd     |
| Winnaar                   | Francesco Casagrande | Vini Caldirola-Sidermec | 4u53'08" |
| 2                         | Rik Verbrugghe       | Lotto-Adecco            | +00' 06" |
| 3                         | Laurent Jalabert     | ONCE-Deutsche Bank      | +00' 08" |
| 4                         | Davide Rebellin      | Liquigas Pata           | z.t.     |
| 5                         | Mario Aerts          | Lotto-Adecco            | z.t.     |
| 6                         | Peter Farazijn       | Cofidis                 | z.t.     |
| 7                         | David Extebarria     | ONCE-Deutsche Bank      | z.t.     |
| 8                         | Dario Frigo          | Fassa Bortolo           | z.t.     |
| 9                         | Mauro Gianetti       | Vini Caldirola-Sidermec | z.t.     |
| 10                        | Axel Merckx          | Mapei-Quick Step        | +00' 14" |
|                           |                      |                         |          |
| 13                        | Michael Boogerd      | Rabobank                | +00' 18" |

## Uitslag vrouwen
| Waalse Pijl 2000 (91 km) |                        |                         |          |
| Plaats                   | Naam                   | Ploeg                   | Tijd     |
| Winnaar                  | Geneviève Jeanson      | Canada                  | 2u38'09" |
| 2                        | Pia Sundstedt          | GAS Sport Team          | +00' 10" |
| 3                        | Fany Lecourtois        | Team Alfa Lum           | +00' 23" |
| 4                        | Diana Žiliūtė          | Acca Due-Lorena Camicie | +00' 37" |
| 5                        | Cindy Pieters          | Vlaanderen 2002         | +00' 41" |
| 6                        | Susanne Ljungskog      | Team Farm Frites-Hartol | +00' 42" |
| 7                        | Priska Doppmann        | Master Team-Carpe Diem  | +00' 45" |
| 8                        | Alessandra Cappellotto | GAS Sport Team          | z.t.     |
| 9                        | Nicole Brändli         | Zwitserland             | +00' 47" |
| 10                       | Jacinta Coleman        | Equipe Nürnberger       | +00' 53" |

| Stand UCI Road Women World Cup 2000 |                     |                         |        |
| Plaats                              | Naam                | Ploeg                   | Punten |
| Gouden trui                         | Diana Žiliūtė       | Acca Due-Lorena Camicie | 105    |
| 2                                   | Geneviève Jeanson   | Canada                  | 75     |
| 3                                   | Anna Wilson         | Saturn Cycling Team     | 75     |
| 4                                   | Mirjam Melchers     | Acca Due-Lorena Camicie | 59     |
| 5                                   | Pia Sundstedt       | GAS Sport Team          | 54     |
| 6                                   | Ina-Yoko Teutenberg | Duitsland               | 50     |
| 7                                   | Mirella van Melis   | Nederland               | 50     |
| 8                                   | Priska Doppmann     | Master Team-Carpe Diem  | 39     |
| 9                                   | Fany Lecourtois     | Team Alfa Lum           | 35     |
| 10                                  | Giovanna Troldi     | Edilsavino              | 35     |

1936 · 1937 · 1938 · 1939 · 1940 · 1941 · 1942 · 1943 · 1944 · 1945 · 1946 · 1947 · 1948 · 1949 · 1950 · 1951 · 1952 · 1953 · 1954 · 1955 · 1956 · 1957 · 1958 · 1959 · 1960 · 1961 · 1962 · 1963 · 1964 · 1965 · 1966 · 1967 · 1968 · 1969 · 1970 · 1971 · 1972 · 1973 · 1974 · 1975 · 1976 · 1977 · 1978 · 1979 · 1980 · 1981 · 1982 · 1983 · 1984 · 1985 · 1986 · 1987 · 1988 · 1989 · 1990 · 1991 · 1992 · 1993 · 1994 · 1995 · 1996 · 1997 · 1998 · 1999 · 2000 · 2001 · 2002 · 2003 · 2004 · 2005 · 2006 · 2007 · 2008 · 2009 · 2010 · 2011 · 2012 · 2013 · 2014 · 2015 · 2016 · 2017 · 2018 · 2019 · 2020 · 2021 · 2022 · 2023 · 2024
Lijst van beklimmingen